# Amelia Edwards

Amelia Edwards als junge Frau ca. 1860

Amelia Ann Blanford (gelegentlich auch: Blandford) Edwards (* 7. Juni 1831 in Islington, London; † 15. April 1892 in Weston-super-Mare, North Somerset) war eine englische Romanautorin, Dichterin, Journalistin, Reiseschriftstellerin, Illustratorin und Amateur-Archäologin. Sie setzte sich für den Erhalt ägyptischer Altertümer ein, war Mitbegründerin des Egypt Exploration Fund (EEF) (heute: Egypt Exploration Society) und ermöglichte durch ihr Vermächtnis die Einrichtung des ersten Lehrstuhls für Ägyptische Archäologie und Philologie in Großbritannien und die Eröffnung des Petrie Museums in London.

## Leben

### Kindheit und Jugend
Amelia Edwards war die einzige Tochter des ehemaligen Offiziers und Bankangestellten Thomas Edwards (1786–1860) und dessen Ehefrau Alicia Walpole (gest. 1860), einer gebürtigen Irin. Sie war die Cousine der Reiseschriftstellerin Matilda Betham-Edwards, die in der Kindheit in den Ferien jeweils zwei Wochen bei der Familie Amelia Edwards’ verbrachte und später auch mit ihr reiste. Ihre Eltern entdeckten bereits früh ihr Talent und förderten sie im Rahmen der Möglichkeiten einer mittelständischen Familie. Sie wurde zu Hause zunächst von ihrer Mutter und danach von Privatlehrern unterrichtet und entwickelte schon sehr früh ein besonderes Interesse für die Literatur und die Kunst. Sie las bereits in der Kindheit sehr viel – The Manners and Customs of the Ancients Egyptiens von John Gardner Wilkinson gehörte bereits damals zu ihrer Lieblingslektüre – und illustrierte alles, was sie las. Ihr erstes Gedicht verfasste sie im Alter von sieben Jahren. Obwohl bereits 1845 einige ihrer Geschichten in Zeitschriften veröffentlicht wurden, entschied sie sich für eine musikalische Laufbahn. Sie wurde 1850, im Alter von 19 Jahren, zur Organistin von St. Michael’s, Wood Green, Middlesex ernannt. Nach einer mehrmonatigen Typhus-Erkrankung 1849 litt sie unter hartnäckigen Halsbeschwerden, die auch ihre Stimme beeinträchtigten.
1851 ging sie kurzzeitig eine Verlobung mit einem Mann namens Bacon (Vorname unbekannt) ein, möglicherweise um ihren älter werdenden Eltern die Sorge um ihre wirtschaftliche Zukunft zu nehmen. Sie verspürte jedoch keinerlei Sympathien für den Verlobten und löste die Verbindung bereits im Dezember 1851 wieder. Kurz später kündigte sie auch ihre Stelle als Organistin, weil sie keine Aussicht auf berufliche Entwicklung bot. In den nächsten beiden Jahren gab sie tagsüber Musikunterricht und übersetzte abends italienische Poesie. Außerdem schrieb und veröffentlichte sie erste Kurzgeschichten, unter anderem in Eliza Cook's Journal.

### Späteres Leben und Reisen
Amelia Edwards lebte bis zum Tod ihrer Eltern, die 1860 im Abstand von nur sieben Tagen starben, zusammen mit ihnen in ihrem Elternhaus. Als einzige Tochter eines Paares im fortgeschrittenen Alter konnte sie mit ihren Veröffentlichungen ab Anfang der 1850er Jahre zum Einkommen der Familie beitragen. Edwards wird als abenteuer- und reiselustig, wissensdurstig und vielseitig interessiert beschrieben; der eigene Verdienst ermöglichte ihr ab ungefähr 1853 das Reisen. Sie bereiste Europa – zunächst Paris, Belgien, dann den Rhein, Frankreich, Deutschland und Italien. In Paris besuchte sie die dortigen Bohème-Cafés, in denen sich Künstler und Schriftsteller trafen. Bei ihrem Rom-Aufenthalt im Jahr 1857 machte sie unter anderem die Bekanntschaft der Bildhauerin Harriet Hosmer (1830–1908) sowie der Schauspielerin Charlotte Cushman (1816–1876) und deren zeitweiliger Lebensgefährtin, der Schriftstellerin Matilda Hays (1820–1897). Mit Cushman sollte sie eine lebenslange Freundschaft verbinden. Amelia Edwards besuchte während ihrer beiden längeren Aufenthalte in Rom 1857 und 1871 verschiedene Ateliers und auch Kurse der dort ansässigen Künstler. Beim zweiten Aufenthalt lernte sie dort den englischen Bildhauer Percival Ball kennen und gab bei ihm eine Büste in Auftrag. Die später entstandene Marmorbüste wurde 1874 in der Royal Academy of Arts ausgestellt und ging danach in Edwards’ Besitz über.
Die Erfahrungen und Eindrücke, die Amelia Edwards auf ihren frühen Reisen gesammelt hatte, verarbeitete sie später nicht nur in der Reiseliteratur, sondern auch in ihren Romanen, Kurzgeschichten und Gedichten. Bis Mitte der 1860er Jahre hatte sie fünf Romane so wie mehrere Kurzgeschichten, Essays und Balladen veröffentlicht und konnte von ihren Einkünften als Schriftstellerin leben. Die volle Erwerbstätigkeit von Frauen stellte auch im damaligen Großbritannien eine Ausnahme dar.
Edwards bewohnte ihr Elternhaus bis kurz nach dem Tod ihrer Eltern 1860. Danach zog sie zu der befreundeten Ellen Drew Braysher (1804–1892) und deren Familie. Als 1863 Brayshers Ehemann und im uni 1864 auch deren Tochter Sarah starben, kauften Amelia Edwards und Ellen Braysher das Haus The Larches in Westbury-on-Trym bei Bristol. Beide Frauen lebten dort, bis sie Anfang 1892 kurz nacheinander verstarben.
2012 tauchten Hinweise auf, dass Amelia Edwards in der zweiten Hälfte der 1860er Jahre eine Liebesbeziehung mit einer Pfarrersgattin führte. Der Schriftsteller John Addington Symonds, der mit Edwards befreundet war, schrieb 1893 an den Sexualwissenschaftler Havelock Ellis, dass Edwards ihm persönlich davon erzählt habe. Die Beziehung währte, bis das Ehepaar um 1871 aufgrund einer beruflichen Veränderung des Ehemannes aus Westbury-on-Trym fortzog.
Im Herbst 1871 begab Edwards sich auf eine einjährige Europareise. Vermutlich im Frühjahr 1872 lernte sie in Süditalien die Privatière Lucy Renshaw (1833–1913) kennen, mit der sie kurz später in die Dolomiten reiste und ein Jahr später ihre große Ägyptenreise unternehmen sollte. In Edwards’ Reiseberichten taucht Renshaw als „L.“ auf. Ein kürzlich aufgetauchter Gedichtband mit einer Widmung an Lucy Renshaw legt die Vermutung nahe, dass auch diese Verbindung mindestens eine romantische Komponente hatte.
Eine weitere innige Freundschaft verband sie mit der Malerin und Weltreisenden Marianne North, die sie über deren Schwager John Addington Symonds kennengelernt hatte.
Amelia Edwards sympathisierte mit der Frauenbewegung und war der Überzeugung, dass auch sie als Frau das Stimmrecht haben sollte. Sie war Vizepräsidentin der 1868 gegründeten Bristol & West of England National Society for Women's Suffrage.

## Journalistin und Romanschriftstellerin
Während einer ihrer Parisreisen fasste Amelia Edwards den Entschluss, zukünftig ausschließlich als Schriftstellerin tätig zu werden. Ihre Kurzgeschichten, Gedichte und Erzählungen wurden in einer Reihe von Zeitschriften, so z. B. in Chamber's Journal, bei Charles Dickens in den Household Words und in All the Year Round veröffentlicht. Als Journalistin hatte sie eine feste Anstellung bei Zeitungen, wie z. B. dem Saturday Review und der Morning Post. Edwards verfasste auch Musik-, Kunst- und Literaturkritiken.
Amelia Edwards schrieb insgesamt neun Romane, mehrere Geistergeschichten und drei Kinderbücher, darunter 1862 eine Reisebeschreibung (Sights and Stories: A Holiday Tour Through Northern Belgium). Ihre Geistergeschichten gehören heute zu den Victorian Ghost Novels. Ihr erster vollständiger Roman My Brother's Wife erschien 1855 und wurde gut aufgenommen. Mit Barbara's History (1864), einem Roman über Bigamie, konnte sie ihren Ruf als Romanschriftstellerin etablieren. Ihr letzter Roman Lord Brackenbury, der 1880 erschien, erreichte 20 Auflagen und war das einzige fiktionale Werk, das sie nach Beginn ihres Engagements für die Ägyptologie schrieb. Sie trug außerdem ungefähr 300 Biographien zur Photographic Historical Portrait Gallery (Colnaghi) bei. In den 1850er Jahren schrieb sie Histories of England für Schulen (London and Boston, 1857) und History of France (London, 1858).

## Reisebeschreibungen
Amelia Edwards verfasste zwei teils heute noch bekannte Reiseberichte: Untrodden Peaks and Unfrequented Valleys (1873) und A Thousand Miles up the Nile (1877). Beide Bücher zeichnen sich dadurch aus, dass sie als Reiseberichte eine Mischung aus wissenschaftlicher und künstlerisch/literarischer Reisebeschreibung enthalten. Die wissenschaftliche Reisebeschreibung war bis zu dem Zeitpunkt überwiegend eine Männerdomäne.

### Reise durch die Dolomiten
Untrodden Peaks and Unfrequented Valleys beschrieb Edwards’ und Renshaws Reise durch die bis dahin wenig bekannten Dolomiten. Ihr Ziel war es, in diesem Buch sowohl die Geschichte, Botanik und Geologie/Geographie der Dolomiten darzustellen, wie auch die Kunst, Kultur, Sitten und Gebräuche der Bewohner. Aus diesem Grund wich Edwards auch von dem seinerzeit üblichen Verfahren, Reisebegleiter aus dem eigenen Herkunftsland zu engagieren, ab und heuerte ausschließlich Einheimische für ihre Gruppe an. Durch ihre jahrelange schriftstellerische Erfahrung und die Vermischung (populär)wissenschaftlicher Anteile mit erzählerischen Abschnitten (sie beschrieb zum Beispiel ihre Erstbesteigung des Sasso Bianco und das Geburtshaus Tizians) sprach ihr Buch ein breites bildungsbürgerliches Publikum an und wurde damit schnell zu einem Erfolg. Anerkennung aus wissenschaftlichen Kreisen blieb ihr allerdings noch versagt.

### 1000 Meilen auf dem Nil

Buch-Einband “A Thousand Miles up the Nile” 1891

1873 trat sie in Gesellschaft von Lucy Renshaw und deren Hausangestellter eine Reise nach Ägypten an, die ihr zukünftiges Leben verändern sollte. Von Kairo reiste sie auf einer Dahabiya den Nil aufwärts bis Abu Simbel. Dort verbrachte sie sechs Wochen mit Ausgrabungen am Tempel von Ramses II.

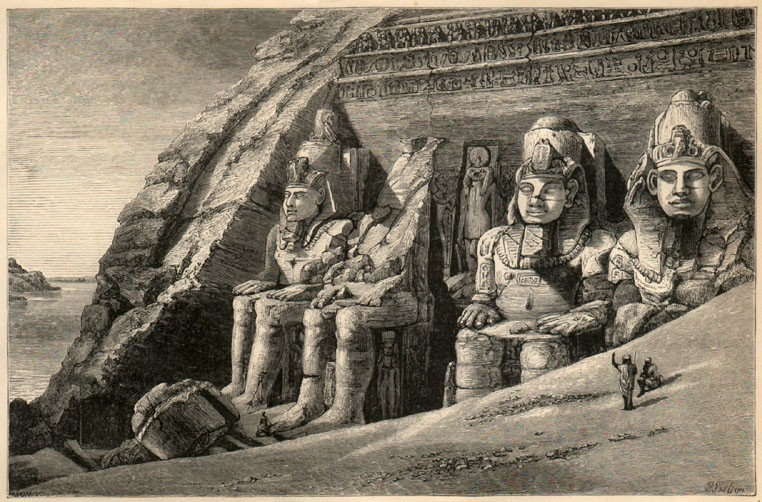
Abu Simbel gezeichnet von Amelia Edwards 1870

Sie schreibt auch über die Veränderung von Wahrnehmungen ihrer Reisegruppe:

„Zuerst geschockt, lehnen sie mit Schrecken das ganze System der Ausgrabung der Begräbnisstätten sowohl rechtlich als auch räuberisch ab. Dann entwickeln sie jedoch einen Geschmack für die Skarabäen und Grabbeigaben und beginnen bald damit, die Hinterlassenschaft der Toten zu kaufen. Schließlich vergessen sie alle vorherigen Skrupel und wollen selbst ein Grab entdecken und dessen Inhalt konfiszieren.“

Edwards notiert mit Bedauern:

„... Die Wandbilder, die wir die Freude hatten in all ihrer Schönheit und Frische zu bewundern, sind schon stark beschädigt. Das ist das Schicksal jedes ägyptischen Monuments, groß oder klein. Die Touristen ritzen ihre Namen und Daten ein, in einigen Fällen sogar mit Karikaturen. Der Student der Egyptologie wischt mit seinem nassen Schwamm für den Papierabklatsch die Original-Farbe weg. Der „Sammler“ kauft und nimmt alles von Wert, das er bekommen kann, mit und der Araber stiehlt für ihn. Die Zerstörungsarbeit geht weiter. Es gibt niemanden, der es verhindern kann, da ist niemand, der sie entmutigt. Jeden Tag werden weitere Inschriften zerstört, mehr Gemälde und Skulpturen verunstaltet.“

Bei der Arbeit zu ihrem Buch holte sie sich fachmännischen Rat sowohl von Samuel Birch und Reginald Stuart Poole vom Britischen Museum als auch von Gaston Maspero in Paris, für den sie später seine Bücher übersetzen sollte. Es sollte ihr größter Erfolg werden. Dieses Buch A Thousand Miles up the Nile machte sie fast über Nacht berühmt und reich.

## Förderung der Archäologie in Ägypten
Als Edwards nach England zurückkehrte, war sie entschlossen, die ägyptische Archäologie zu fördern. Das Gebiet der Ägyptologie befand sich in England noch in den Anfängen und wurde hauptsächlich von Amateuren betrieben. Sie beriet sich mit Experten, bildete sich selbst in Ägyptologie fort, lernte Hieroglyphen lesen und knüpfte Kontakte mit jungen Ägyptologen wie Gaston Maspero und Flinders Petrie.
Zusätzliche Motivation war ihr ein Brief des jungen Schweizer Ägyptologen Édouard Naville, der 1879 in der Morning Post erschienen war und auf die dringende Notwendigkeit ausländischer Unterstützung für archäologische Erkundungen in Ägypten hinwies. Die gegenwärtige Arbeit unter Auguste Mariette könne aufgrund dessen schlechter Gesundheit sowie wegen finanzieller Schwierigkeiten des ägyptischen Staats nicht weiter durchgeführt werden. Edwards entschloss sich, bei der Anwerbung finanzieller Unterstützung zu helfen. Mit Reginald Stuart Poole, dem Leiter der Abteilung für Münzen und Medaillen im Britischen Museum, arbeitete sie die Pläne für eine Stiftung zur Erhaltung der Bauten und Förderung von Ausgrabungen in Ägypten aus. Sie wandte sich sowohl an die breite Öffentlichkeit als auch an wissenschaftliche und kirchliche Kreise. Für ihren Vorschlag fand sie Unterstützung beim Erzbischof von Canterbury, einigen Bischöfen, dem obersten Rabbi, dem Dichter Robert Browning und bei Sir Erasmus Wilson, der den Transport des Obelisken auf dem Trafalgar Square von Ägypten nach London bezahlt hatte. Zusammen mit Naville schrieb sie an Mariette, dass sie für dessen Pläne Geld sammelten. Mariette starb jedoch 1881, und Gaston Maspero wurde sein Nachfolger in Kairo als Leiter des Service des Antiquités. Maspero fragte bei Edwards an, ob sie nicht einen jungen englischen Archäologen finden könnte, der in Ägypten Ausgrabungen leiten wolle.

## Gründung desEgypt Exploration Fund
1882 wurde der Egypt Exploration Fund (EEF) gegründet. Gründungsmitglieder waren Amelia Edwards, Reginald Stuart Poole und Sir Erasmus Wilson; Edwards und Poole waren gemeinsam die ehrenamtlichen Sekretäre.
Erasmus Wilson unterstützte die Stiftung mit 500 Pfund, wodurch Édouard Naville im Januar 1883 nach Tell el-Maschuta reisen konnte. Auf der ersten Hauptversammlung der Stiftung am 3. Juli 1883 wiesen die Konten ein ausreichendes Guthaben auf, um allen Zustiftern eine Kopie von Navilles Bericht (dem ersten Memoir) zu übersenden. Daraus ergab sich ein Vorgehen, das bis heute fortgeführt wird: Ziel der Stiftung war, die Ergebnisse der Arbeit innerhalb eines Jahres zu veröffentlichen und den Mitgliedern kostenfreie Exemplare der Publikationen zuzustellen. Die ägyptischen Funde verblieben als Eigentum des Bulaq-Museums im Land; der Egypt Exploration Fund durfte jedoch zwei Stücke der ersten Expedition behalten: die Votiv-Statue eines Falken und die eines Mannes namens Ankhkherednefer. Die Exemplare wurden dem Britischen Museum übergeben und sind heute in der Galerie für ägyptische Skulpturen ausgestellt. Amelia Edwards verfasste zahlreiche Artikel über die Expedition, nicht zuletzt mit dem Ziel, neue Förderer zu gewinnen.
Im Herbst 1883 wurde Flinders Petrie nach Tanis entsandt, einem Gelände, das mit der biblischen Stadt Zoan in Verbindung gebracht wurde. Von dieser Reise brachte Petrie eine erheblich größere Anzahl von Objekten mit als Naville im Vorjahr. Im Oktober 1883 entschied das Komitee daher, dass zusätzlich zu der Gabe an das Britische Museum eine Sendung an das Museum von Boston gehen sollte. Weitere Stücke gingen an Museen in Bristol, Bolton, York, Liverpool, Sheffield, Edinburgh und Genf (Naville) sowie an die Charterhouse School.
Im dritten Jahr (Herbst 1884) konnte der Egypt Exploration Fund sowohl Naville als auch Petrie in das Nildelta schicken. Begleitet wurden sie von dem jungen Ägyptologen Francis Llewellyn Griffith, der ein Stipendium der Stiftung innehatte.
Edwards präsentierte Petries Arbeit in Tanis 1884 dem Orientalisten-Kongress in Leiden. 1885 entdeckte Petrie Naukratis. 1886 fand Naville den großen Tempel von Bubastis, den Edwards ebenfalls auf dem Orientalisten-Kongress in Wien vorstellte. 1889 wohnte sie dem Kongress in Stockholm bei. Durch ihre Artikel über Ägypten, die inzwischen in der Encyclopedia Britannica, der London Illustrated News und Harpers Weekly erschienen, hatte Edwards sich über ägyptologische Kreise hinaus einen Namen gemacht.
1889 schlug Francis Llewellyn Griffith vor, einen neuen epigraphischen Zweig (Epigraphik = Erforschung der Inschriften) der Stiftung einzurichten, der innerhalb von zwei Jahren alle Denkmäler in Ägypten aufnehmen sollte. Obwohl hoffnungslos optimistisch, wurde der Vorschlag enthusiastisch begrüßt und die Einrichtung des Archaeological Survey of Egypt beschlossen. Percy E. Newberry wurde im Winter 1890 als erster nach Beni Hassan entsandt und im Oktober 1891 wurde Howard Carters Vertrag als Tracer (technischer Zeichner) und Assistent von Newberry mit einer Jahresvergütung von 50 Pfund abgeschlossen.

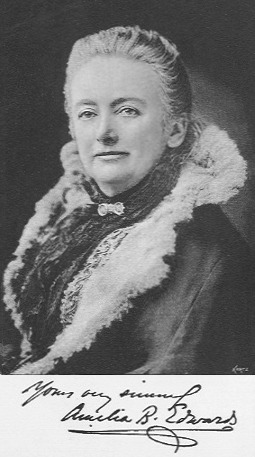
Amelia B Edwards 1890 in Amerika

## Vortragsreise in Amerika und Ehrungen
Im Winter 1889–1890 wurde Edwards zu einer Vortragsreise in die USA eingeladen. Organisator der Reise war William Copley Winslow, einer der führenden Unterstützer des EEF in Amerika. Insgesamt waren 30 Vorträge innerhalb von 60 Tagen vorgesehen, unter anderem an Universitäten und vor der New England Women's Press Association. Begleitet wurde sie auf dieser Reise von ihrer Freundin Kate Bradbury (1854–1902). Die Vorträge wurden 1891 unter dem Titel „Pharaohs, Fellahs, and Explorers“ veröffentlicht.
Edwards erhielt die Ehrendoktorwürde der Columbia University in New York City, des Smith College in Massachusetts und des College der Sisters of Bethany in Topeka, Kansas.

## Der Rückzug
Durch ihre häufige Abwesenheit wurden nach und nach immer mehr Entscheidungen über die Arbeit der Stiftung im Unterausschuss der Stiftung im Britischen Museum (dem Edwards nicht angehörte) statt im Exekutiv-Komitee (dessen Mitglied sie war) getroffen. Flinders Petrie beschwerte sich erfolglos bei Reginald Poole über diese Entwicklung und konstatierte später in seinen Memoiren: „Poole and Newton cut out the founder, Miss Edwards.“
Erschwert wurde ihr die Anwesenheit bei Entscheidungen durch gesundheitliche Probleme: 1890 wurde bei Amelia Edwards Brustkrebs diagnostiziert. Die Operation verlief gut, sodass sie ihre Vortragstätigkeit sowie die Arbeit für den Fonds in Maßen weiterführen konnte; ihr allgemeiner Gesundheitszustand verschlechterte sich jedoch so radikal, dass Kate Bradbury zu Weihnachten 1890 an Flinders Petrie schrieb:

„Yesterday I took my dear Miss Edwards as far as Birmingham on her way to Bristol that she might do her Xmas duty to Mrs Braysher's threadbare & exacting life. And now she is away from me for the first time since I joined her in London last July. I shall to go to her in a week. She is very weak & entirely helpless, & the weight of my heart about her wakes me at night. She has been here a good deal & lastly for a month, making this the centre of a Northern lecturing tour whereby she has repaid herself for the operating surgeon's fee.“

Eine zwischenzeitliche Erholung war von kurzer Dauer. Am 15. April 1892 starb Amelia Edwards in Weston-super-Mare, kurz nachdem ihr im Rahmen des so genannten Civil List Act von 1837 für ihre Verdienste im Bereich der Wissenschaft eine jährliche Rentenzahlung in Höhe von £75 zuerkannt worden war. Sie wurde neben Ellen Braysher begraben; ihre Testamentsvollstreckerin war Kate Bradbury.
Aus ihrem Nachlass wurde an der University of London ein Lehrstuhl für Ägyptologie gestiftet, dessen erster Inhaber gemäß Edwards’ letztem Willen Flinders Petrie wurde.

## Veröffentlichungen (Auswahl)
- My Brother’s Wife. 1855.
- The Young Marquis. 1857.
- A Summary of English History. 1858.
- Sights and Stories. 1862.
- Barbara’s History. 1863 (Volltext online).
- The North-Mail. 1864.
- Untrodden Peaks and Unfrequented Valleys: A Midsummer Ramble in the Dolomites. 1873, online.
- A Thousand Miles up the Nile. Routledge, London 1876 (Volltext online).
- Lord Brackenbury. 1880.

## Ins Deutsche übersetzte Werke
- Die Nachtkutsche der Nord-Post  Übersetzt und mit einem Nachwort versehen von Heiko Postma. JMB-Verlag, Hannover 2013, ISBN 978-3-944342-11-5.
- Tausend Meilen auf dem Nil: Die Ägyptenreise der Amelia Edwards 1873/74. Übersetzt von Gerald Höfer. Phoibos-Verlag, Wien 2009, ISBN 978-3-85161-010-9.